# Ethionodes
Ethionodes là một chi bướm đêm thuộc họ Noctuidae.